# Capitolinus
A Capitolinus (olaszul: Campidoglio) Róma hét dombjának egyike. Az ókori Róma leginkább tisztelt magaslata volt, szentélyek, templomok álltak rajta, később a város közigazgatási székhelye lett. Eredetileg három kiemelkedése volt, az Arx, a Tarpeius és a Capitolium, de a közöttük lévő mélyedéseket az évszázadok alatt teljesen feltöltötték. Idővel az egyik csúcs, a Capitolium neve áthúzódott az egész dombra. Ebből alakult ki olasz neve. Az antik emlékekből mára csak kevés maradt, a terület mai formáját a Michelangelo Buonarroti által tervezett épületek és az ezek építésekor végzett tereprendezés határozza meg.

## Ókor

A Capitolinus és a hat másik domb elhelyezkedése

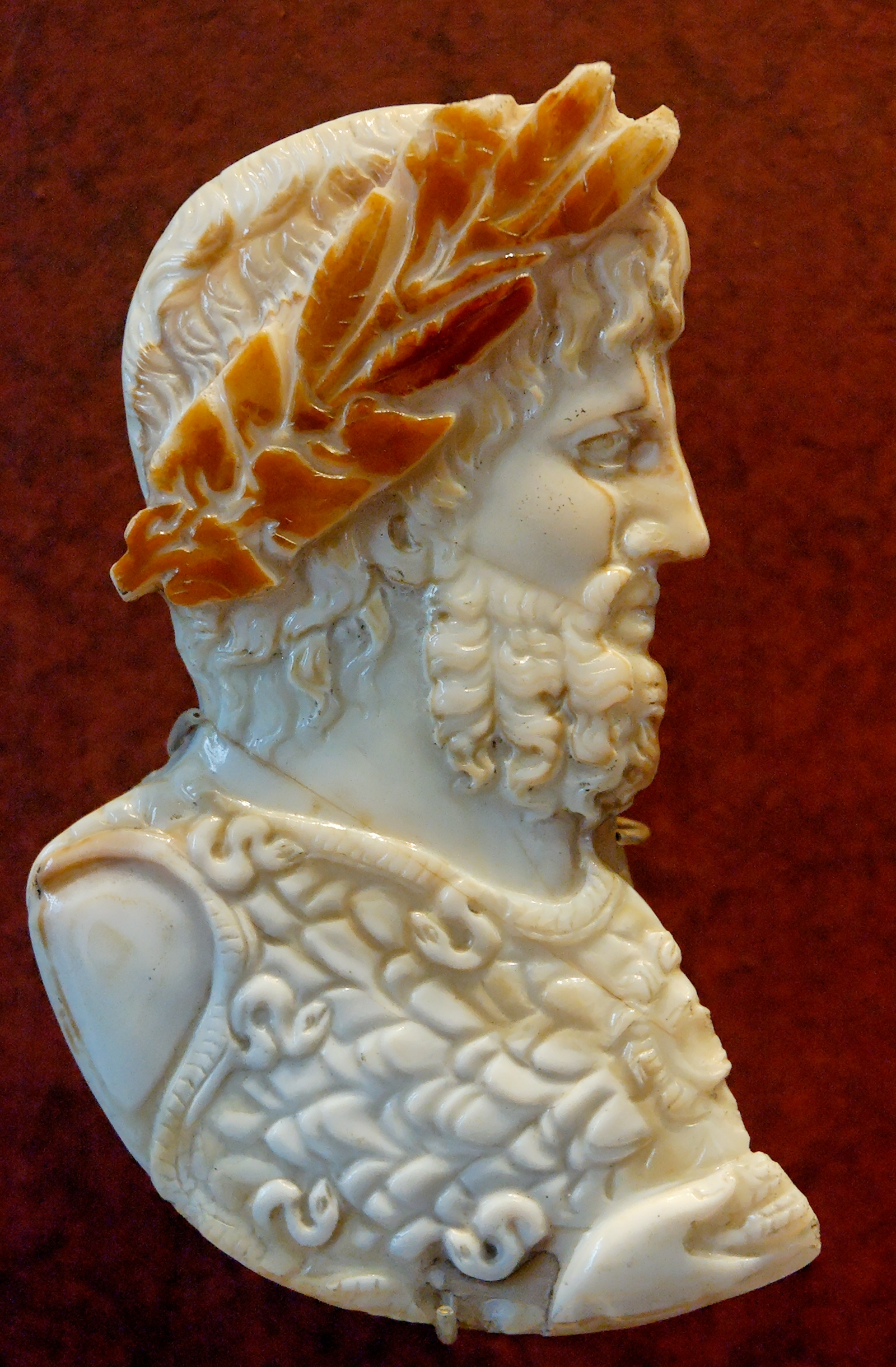
Iuppitert ábrázoló vésett ékkő. A római hit szerint a Capitoliumon lakott Iuppiter, az emberek és istenek atyja

A domb nagyjából ötven méter magas, az egyik legmagasabb halom a városban, területét tekintve viszont a legkisebb a hét domb közül. A Forum Romanum és a Campus Martius között fekszik. Az ókorban Capitolinus néven ismerték. A rómaiak úgy gondolták, hogy a domb Jupiter otthona. A Capitolium két magaslata között terült el az úgynevezett Asylum, vagyis a menedék, amelyet Romulusz ajándékozott letelepedésre a népnek.
Az egyik kiemelkedésen a Iuppiter Optimus Maximus (Legnagyobb és Legjóságosabb Jupiter) templom állt, ennek romjai jelenleg is láthatók. A templom görögös jellegű volt, méretei – szélessége 50 méter, hossza 70 méter – megközelítették a Pantheonét. A templomnak három hajója volt, a középsőben Jupiter, a két szélsőben Iuno és Minerva szobra kapott helyet. Megépítésére Lucius Tarquinius Priscus római király tett fogadalmat a szabinok elleni háborúban. Az első épületet Marcus Horatius Pulvillus konzul szentelte fel i. e. 509-ben. A középkorban a szentély nagy része elpusztult, szobrait, kincseit széthordták.
A másik magaslaton, az Arxon az Ara Capitolina, vagyis a Capitoliumi oltár állt. A dombon az antik időkben vár is állt. I. e. 386-ban csak ez a fellegvár maradt a rómaiak kezén, amikor Brennus gall hadvezér elfoglalta a várost. A védők a hosszú ostrom alatt éheztek, de mégsem ették meg a Junónak szentelt ludakat. Az állatok ezt azzal „viszonozták”, hogy hangos gágogással ébresztették fel az alvó védőket, amikor a gall katonák egy éjszaka felmásztak a sziklákon. A háború után a rómaiak szentélyt emeltek a dombon az istennőnek. A templom neve Juno Moneta (Figyelmeztető Juno) lett, ami a ludak egykori segítségére emlékeztetett. Mellette pénzverde működött, innen ered a pénz elnevezése (moneta, money) több nyelvben is. Ezekből az épületekből mára semmi nem maradt.
A Junó-szentély fontos szerepet töltött be az antik Rómában. A régészek úgy gondolják, hogy nyitott tetejű templom volt, ahol az augurok figyelték a madarak röptét, hogy megjósolják a város által tervezett lépések kimenetelét. Ide kellett feljönniük először a 14. évüket betöltő fiúknak, amikor felöltötték a toga virilist, vagyis a felnőtté válásukat jelző ruhadarabot. A két kiemelkedés közötti nyergen (Asylum) i. e. 190-ben templomot építettek Veiovis tiszteletére, ennek romjait jól megőrizte a később ide épített állami levéltár.
Az ókorra emlékeztet a Tarpeii-szikla. Legendája szerint a szabinok elleni háborúban Spurius Tarpeius védte a dombot. A támadók megvesztegették a lányát, hogy sikerüljön feljutniuk a sziklára. Azt ígérték, hogy neki adják, amit a bal karjukon hordanak. A lány azt hitte, hogy ékszereket kap majd, de az árulás után a szabinok agyonverték őt a bal kezükkel tartott pajzsukkal. A szikláról, amelyről később az árulókat lelökték, Titus Livius is írt.

## Középkor
A keresztény Rómában természetesen elvesztette vallási fontosságát a terület, inkább egyfajta városi közigazgatási központként működött. A Capitoliumon koncolta fel a csőcselék Cola di Rienzót, aki népvezérként próbálta elérni, hogy Róma irányításával egyesüljenek az itáliai városok.

## Reneszánsz
A 16. században Michelangelo tervei alapján alakították át a területet, amely ma is őrzi az általa megálmodott térszerkezetet. Mai központja egy reneszánsz tér, a Piazza del Campidoglio, ahova díszlépcső vezet fel a Piazza Venezia felől. A megbízást a tér kialakítására III. Ince pápa adta, aki úgy tervezte, hogy ott fogadja majd V. Károly német-római császárt, 1536-ban. A teret végül csak a 17. században fejezték be.
A tér közepén Marcus Aurelius aranyozott bronzszobra áll. A Piazza del Campidoglio három oldalán a Michelangeló által tervezett, illetve felújított paloták vannak, amelyek közül kettőben ma múzeumok működnek. A létesítményeket föld alatti folyosó köt össze.

## Nevezetességek
- Tabularium – Az ókori állami levéltárnak mára csak a romjai maradtak meg.[9] A Forum felőli 71 méter hosszú homlokzatán nyílt árkádos, a pilléreken dór féloszlopokkal ékesített folyosó vonult végig a Capitolium és az Arx között.

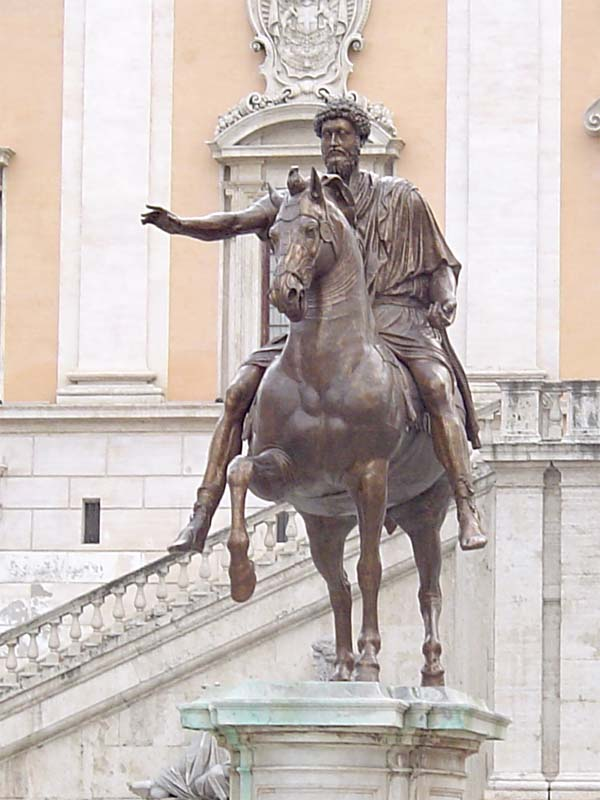
Marcus Aurelius aranyozott bronzszobra

- Cordonata – A Piazza del Campidoglióra vezető díszlépcső. Az alját két egyiptomi gránitoroszlán, a tetejét – a lépcsők két oldalán – Kasztor és Pollux nagyméretű márványszobra díszíti. Az isteni testvérpár egy-egy ló mellett áll.[8]
- Marcus Aurelius lovas szobra – A téren álló szobor talapzatát Michelangelo tervezte. A szobor eredetije, amely az i. e. 2. századból származik, a világ legrégebbi lovasszobra.[8] A ló lába alatt eredetileg egy legyőzött barbár vezér alakja kapott helyet. Az alkotás sokáig a Lateráni Szent János Bazilika előtt állt, majd Michelangelo hozatta a Capitoliumra. Az eredeti szobor a Palazzo Nuovo múzeumban van.[2]
- Palazzo Senatorio – A palota Michelangelo tervei alapján készült, helyén Róma 12. századi városháza állt, a funkciója ma ugyanez. Végső külsejét Giacomo Della Porta és Girolamo Rainaldi adta meg.[9] Alatta egy fülkében a győzedelmes Róma istennő szobrát helyezték el, amely kezében gömböt tart, jelezve, hogy Róma uralja a világot. A lépcsősor két oldalán a Nílust és a Tiberist jelképező szobrot helyeztek el.[8]
- Palazzo dei Conservatori – A tér másik két palotájához hasonlóan Michelangelo munkája, a mester halála után Rainaldi fejezte be.[8] Az épületben, amely a Capitolium Múzeum (Museo Capitolino) része, páratlan szépségű freskók, díszvakolatok találhatók. Itt őrzik mások mellett Romulus és Remus, valamint a farkas híres szobrát. Itt található a capitoliumi éremgyűjtemény is.[5] Az udvaron állították ki I. Constantinus római császár hatalmas szobrának töredékeit, a lépcsőházban pedig Marcus Aurelius római császár életét bemutató domborművek vannak.[2]
- Santa Maria in Aracoeli – A templom a Capitoliumi oltár helyén épült. A legenda szerint a tiburi Sybilla megjósolta Augustusnak, hogy egy szűz isteni gyermeke megdönti a régi istenek oltárait, és új világot teremt. A császár a jóslat helyén oltárt emelt az eljövendő új istennek. Innen ered a templom neve: az ég oltára (ara coeli). Az első keresztény templomot bizánci szerzetesek építették itt a 6. században.[10]
- Palazzo Nuovo – A tér másik két palotájához hasonlóan Michelangelo munkája, a mester halála után Rainaldi fejezte be.[8] Szintén a Capitolium Múzeum kiállításainak ad helyet: szobrok, mozaikok, római használati tárgyak vannak benne. Híres darabja a Haldokló Gall, valamint a Capitoliumi Vénusz.[5]
- Piazza del Campidoglio – A terület mai központja a reneszánsz Piazza del Campidoglio, ahova díszlépcső vezet fel a Piazza Venezia felől. Michelangelo tervezte III. Ince pápa megbízásából. A közepén áll Marcus Aurelius lovasszobra.
- Tarpeii-szikla – A szikla, ahonnan a rómaiak levetették az árulókat.
- Jupiter temploma – Ma már csak a romjai láthatók az egykor lenyűgöző méretű templomnak. Alapfalait 1865-ben, illetőleg 1876-ban találták meg a Caffarelli-család palotája és kertje helyén.
- Római lakóház – Egy régi római bérház jó állapotban fennmaradt maradványai.

## Galéria

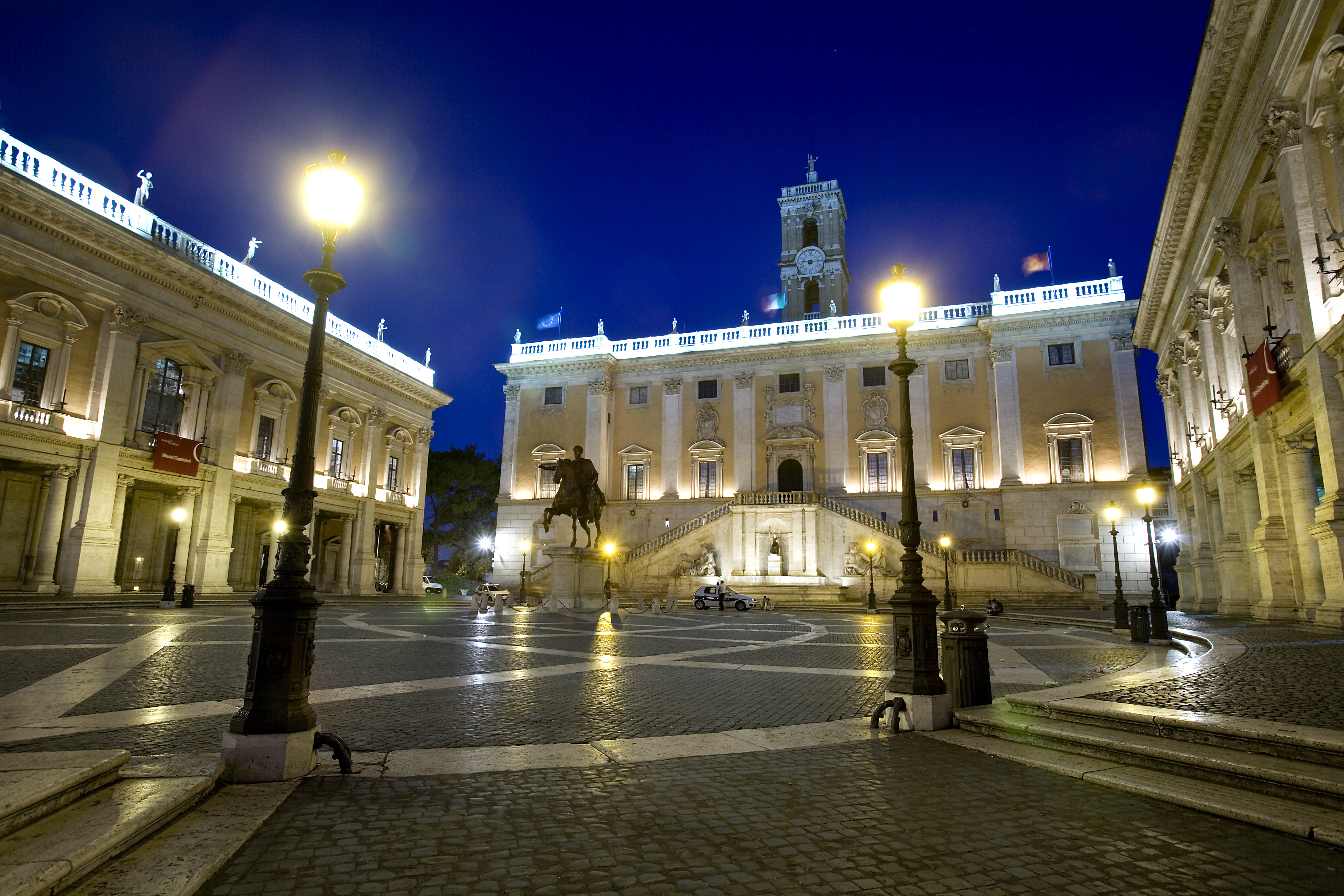
Piazza del Campidoglio
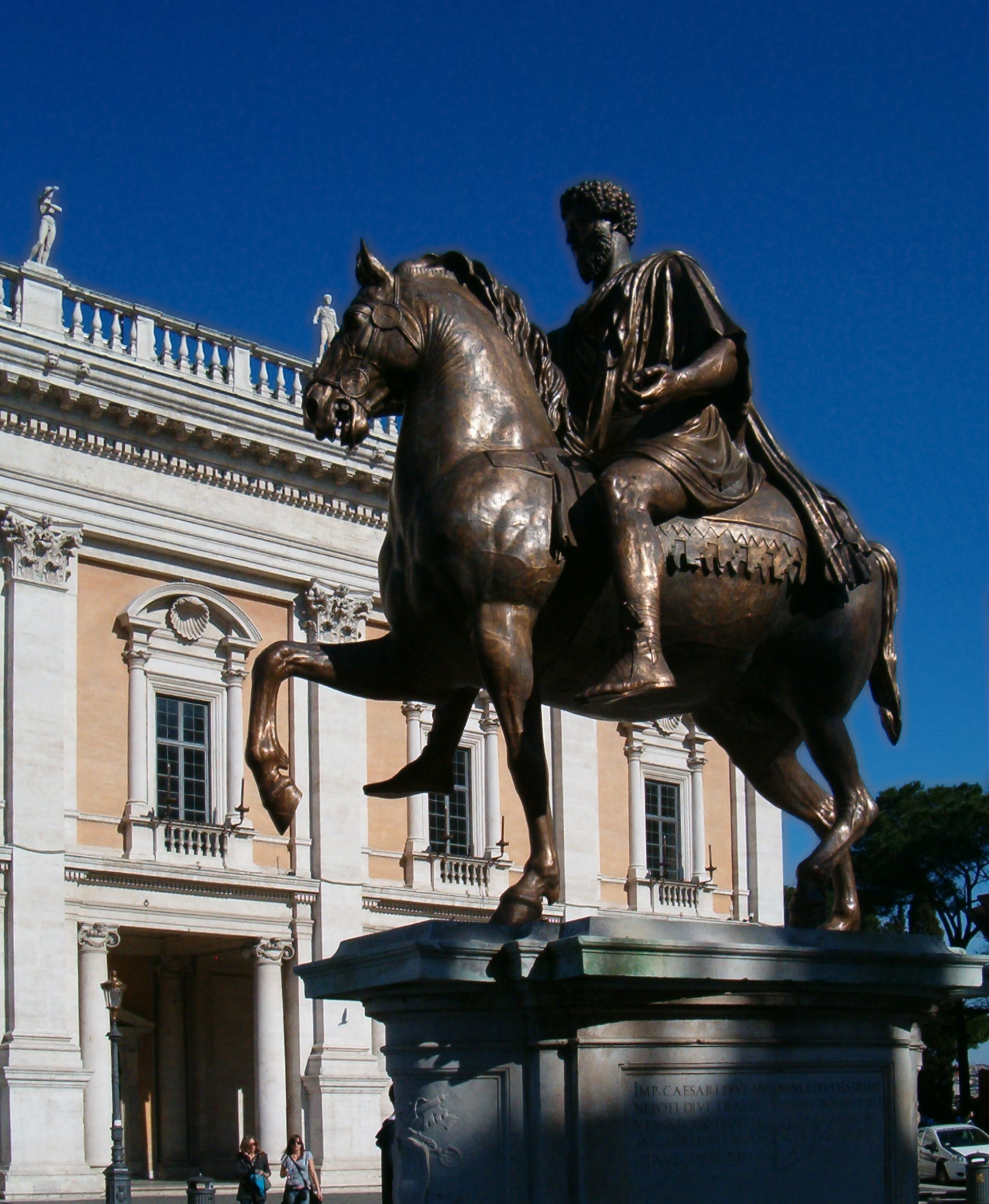
Marcus Aurelius szobra
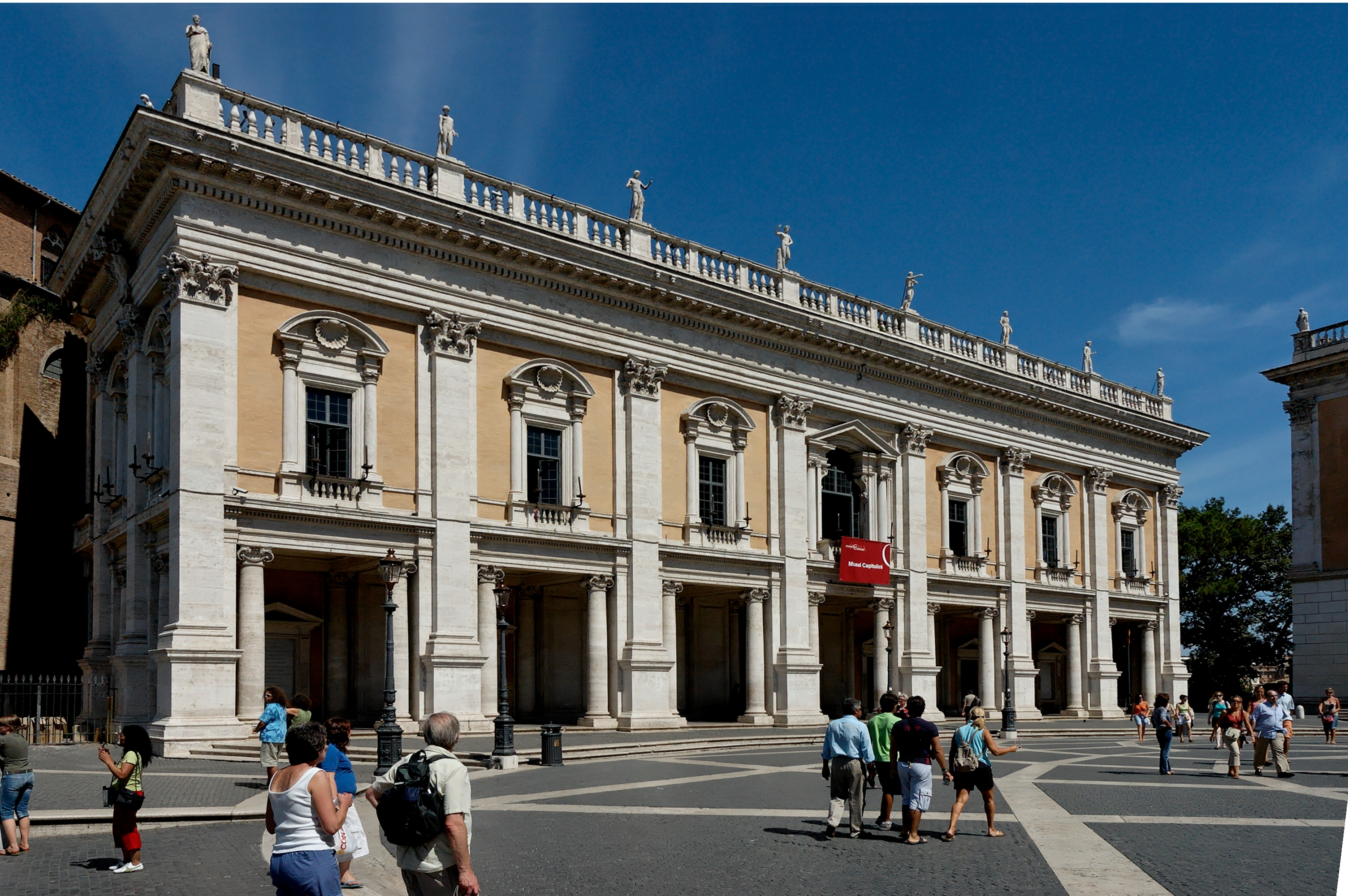
Palazzo Nuovo
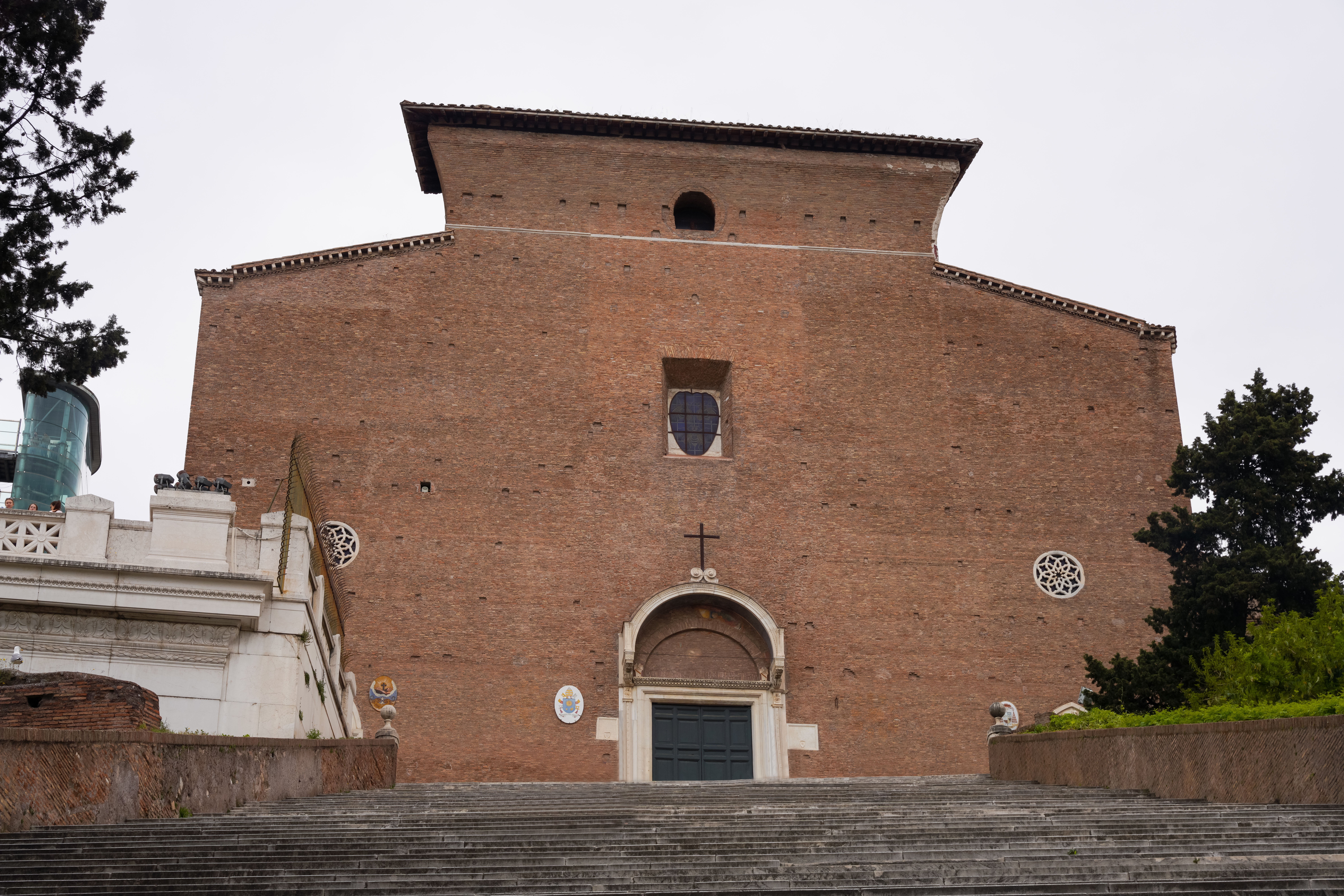
Santa Maria in Aracoeli
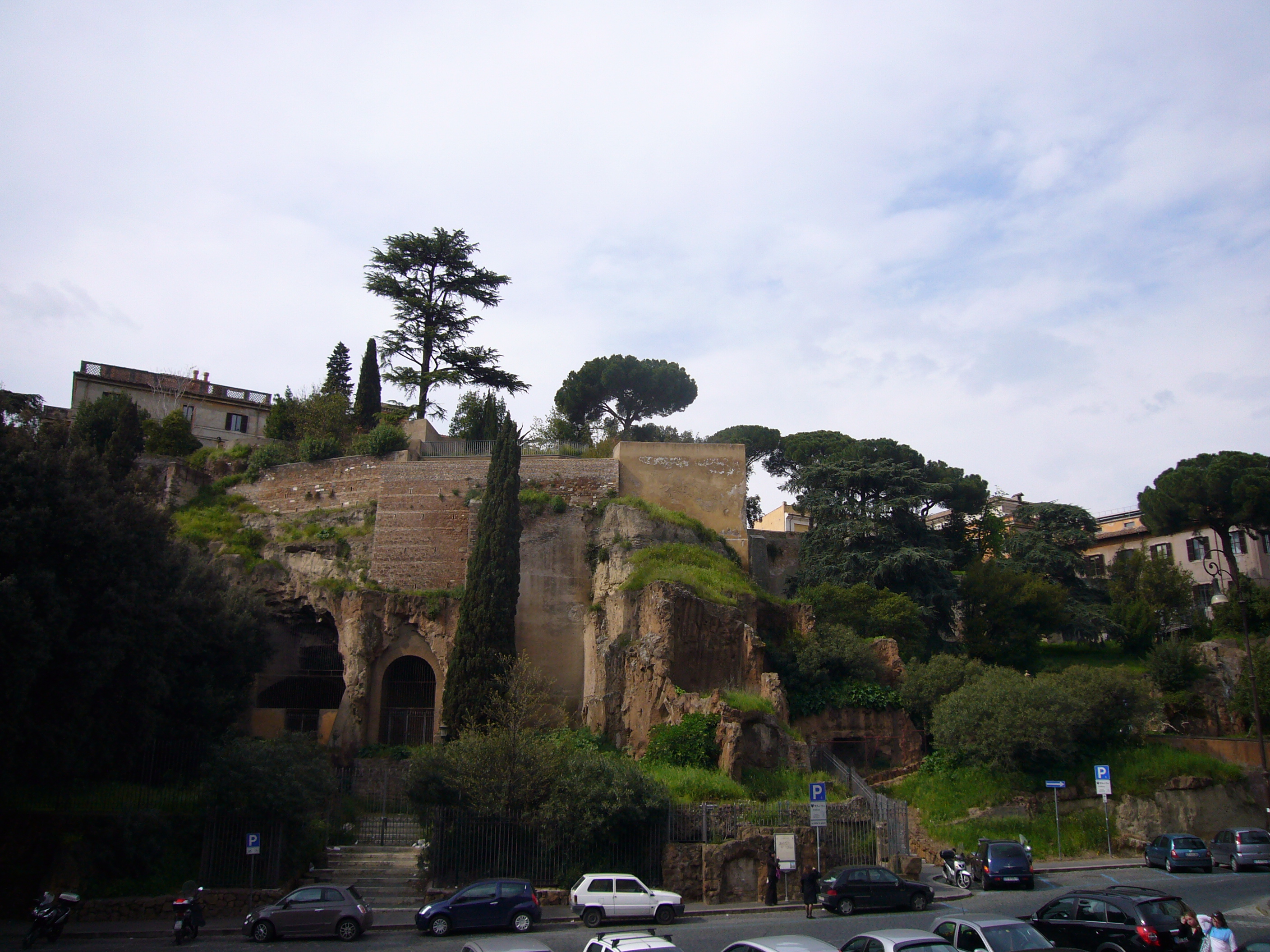
Tarpeii-szikla
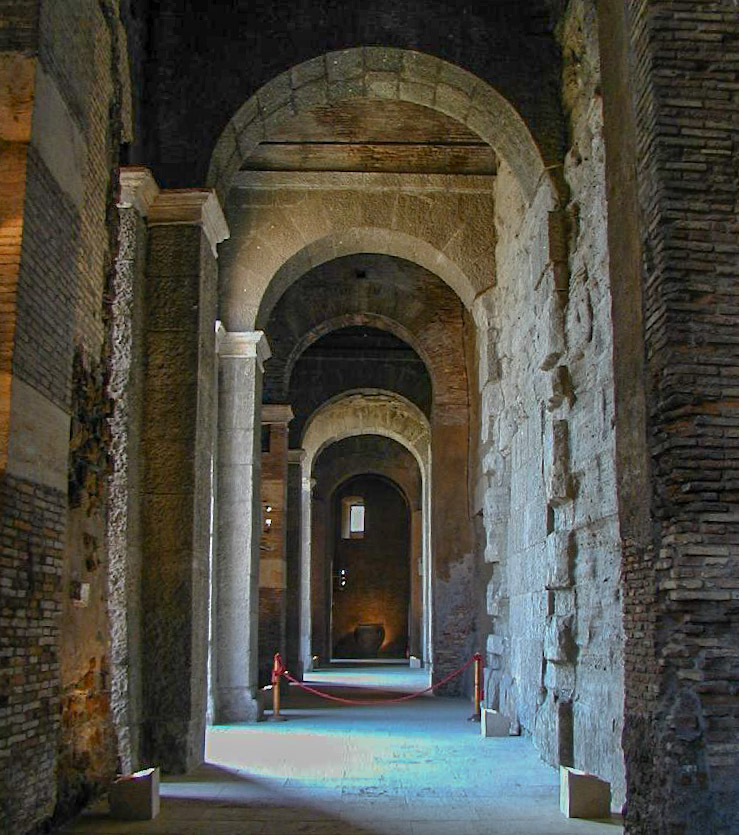
Tabularium
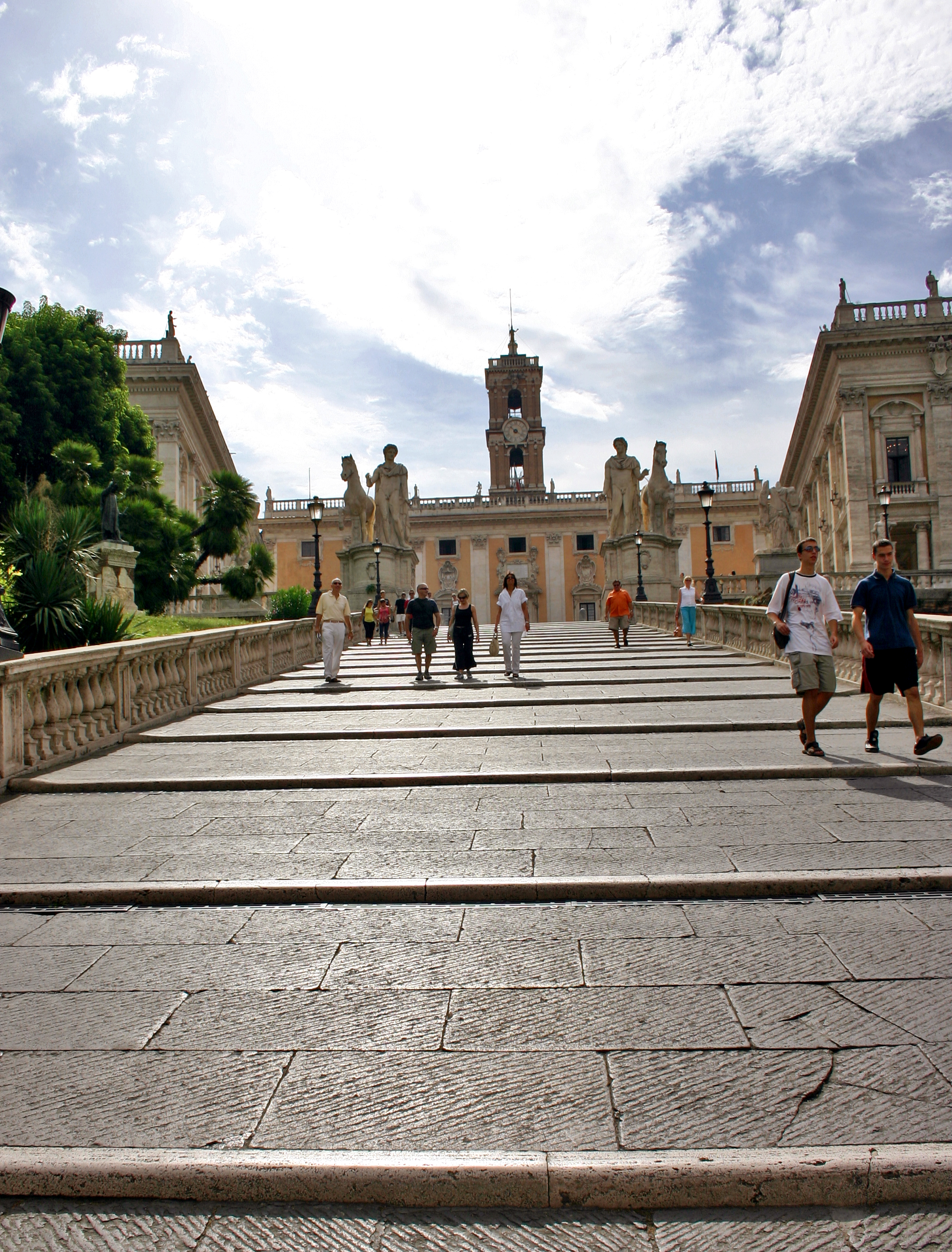
Cordonata

## Érdekesség
- Az évszázadok alatt homályba merült, hogy a két kiemelkedés közül melyik volt az Arx, és melyik a Capitolium. A történészek csak annyit tudtak, hogy a Capitoliumon állt Jupiter hatalmas temploma. A rejtélyt Rodolfo Lanciani római régész oldotta meg, amikor rábukkant a templom alapjaira a Palazzo Conservatori és a Palazzo Caffarelli közötti kert alatt.[4]